# Sädesledare
Sädesledaren, latin: ductus deferens eller vas deferens, är ett rör hos mannen som transporterar spermierna från bitestiklarna till urinröret.
Vid en steriliseringsoperation skär kirurgen av sädesledarna och blockerar båda eller ena av de lösa ändarna på vardera sidan. Detta gör att sperman inte kan ta sig till urinröret och ut, men sperman slutar inte att produceras.

### Webbkällor
- ”Sädesledare”. Svensk MeSH. Karolinska Institutet. https://mesh.kib.ki.se/term/D014649/vas-deferens. Läst 9 oktober 2020.